# Ердвульф (король Кенту)
Ердвульф (давн-англ. Eardwulf, ? —762) — король Кенту у 748—762 роках.

## Життєпис
Походив з династії Ескінгів. Син Едберта I, короля Кенту. Про дату народження та молоді роки нічого невідомо. У 748 році помер його батько. Невдовзі стрийко Етельберт II призначив Ердвульфа королем Західного Кенту, яким до того володів його батько.
Від Ердвульфа збереглося дві грамоти: в одній вказано, що його батько є Едберт I, в другій — Ердвульф надав пожалування церкві Св. Ендрю (Рочестер) в Голанспіку, Петланґрику (сучасне м. Петтерідж), Ліндґриґ (сучасне м. Ліндрідж). Останню грамоту завірено співкоролем Етельбертом II. Крім того, зберігся лист Ердвульфа та Едвульфа, єпископа Рочестеру, до Лулла, архієпископа Майнцького, з проханням молитися про померлих родичів.
За правління Ердвульфа поступово посилився вплив королівства Ессекс, якому на деякий час поступилася Мерсія. Помер Ердвульф у 762 році. Владу успадкував Сігеред.